# Buffalo Lake (Nordwest-Territorien)

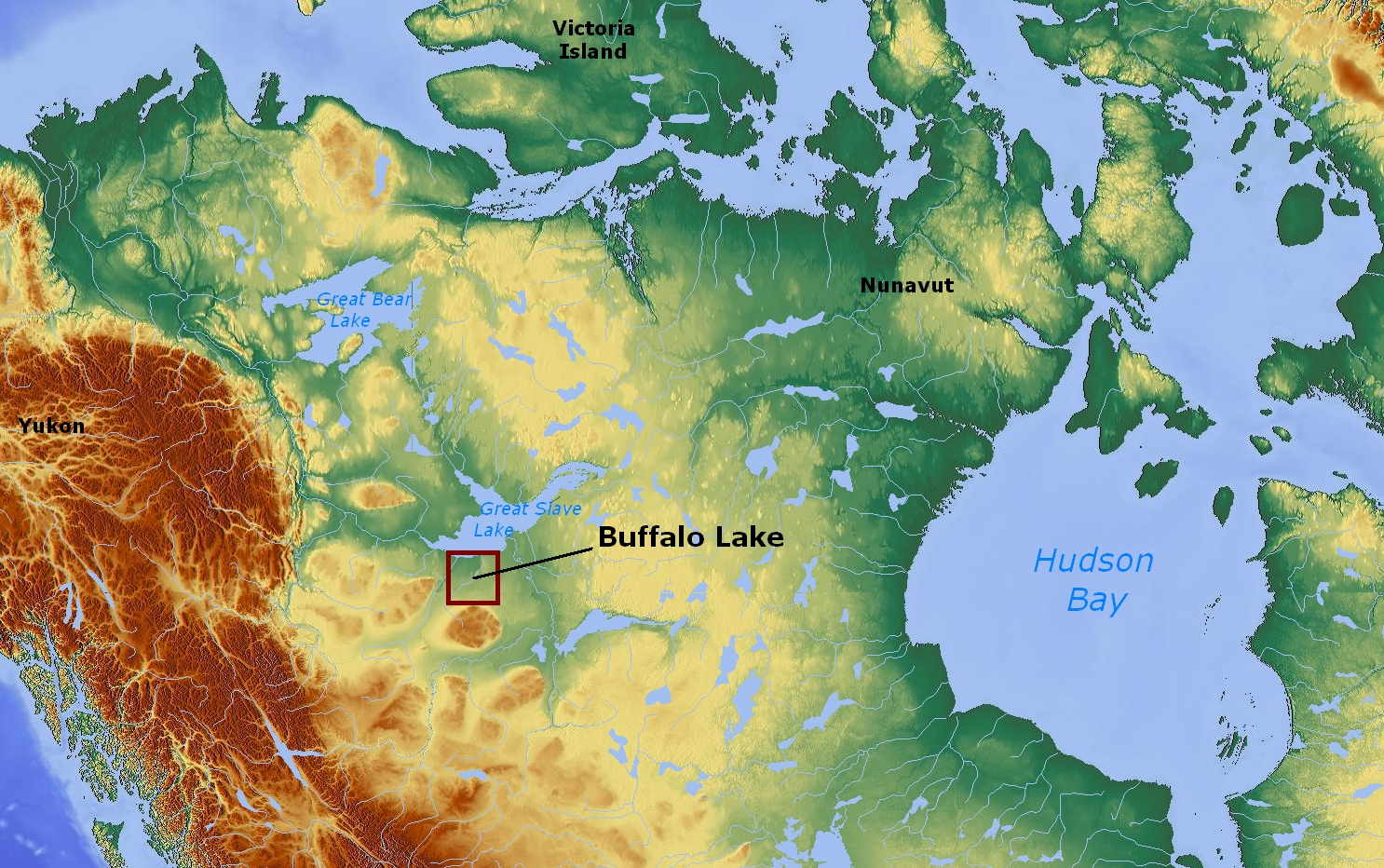
Karte des Buffalo Lake (Nordwest-Territorien)

Der Buffalo Lake (englisch für „Büffel-See“) ist ein See in den Nordwest-Territorien Kanadas.

## Lage
Der Buffalo Lake liegt 50 km südlich des am Großen Sklavensee gelegenen Orts Hay River. Der See liegt auf einer Höhe von 265 m und hat eine Fläche von 612 km². Die Längsausdehnung in WSW-ONO-Richtung beträgt 49 km. Die maximale Breite liegt bei 13 km. Der Buffalo Lake wird vom Buffalo River in nördlicher Richtung zum Großen Sklavensee hin entwässert. Der Ostteil des Sees liegt im Wood-Buffalo-Nationalpark.